# Team 7 Eleven-Road Bike Philippines/Saison 2013
Dieser Artikel listet Erfolge und Fahrer des Radsportteams 7 Eleven-Road Bike Philippines in der Saison 2013 auf.

## Erfolge in der UCI Asia Tour
| Datum   | Rennen                      | Kat. | Fahrer        |
| ------- | --------------------------- | ---- | ------------- |
| 8. Juni | 6. Etappe Tour de Singkarak | 2.2  | Ronnel Hualda |

## Mannschaft
| Name                               | Geburtstag         | Nationalität | Team 2012                    |
| ---------------------------------- | ------------------ | ------------ | ---------------------------- |
| Jerry Aquino                       | 2. Juli 1992       | Philippinen  | Neoprofi                     |
| Mark Bordeos (bis 31.07.)          | 8. Januar 1995     | Philippinen  | Neoprofi                     |
| Jhon Mark Camingao                 | 1. September 1993  | Philippinen  | Neoprofi                     |
| Ryan Cayubit                       | 7. Juni 1991       | Philippinen  | Neoprofi                     |
| Marcelo Felipe (ab 15.08.)         | 10. Februar 1990   | Philippinen  | Neoprofi                     |
| Mark Galedo                        | 11. September 1985 | Philippinen  | Neoprofi                     |
| Ronnel Hualda *                    | 26. Juli 1982      | Philippinen  | Neoprofi                     |
| Nelson Martin (ab 15.08.)          | 2. Januar 1988     | Philippinen  | Neoprofi                     |
| Jan Paul Morales (bis 31.07.)      | 28. Januar 1986    | Philippinen  | Neoprofi                     |
| Jonipher Ravina                    | 22. Juni 1981      | Philippinen  | Neoprofi                     |
| Lloyd Lucien Reynante (bis 31.07.) | 20. September 1978 | Philippinen  | Treo Pro Cycling Team (2006) |
| Harvey Sicam                       | 13. März 1986      | Philippinen  | Neoprofi                     |
| Ryan Tugawin                       | 28. Dezember 1989  | Philippinen  | Neoprofi                     |

* Ronnel Hualda wurde von der UCI suspendiert.